# Positions (альбом)
| Совокупная оценка    | Совокупная оценка |
| Источник             | Оценка            |
| -------------------- | ----------------- |
| Metacritic           | 72/100            |
| Оценки критиков      |                   |
| Источник             | Оценка            |
| Clash                | 8/10              |
| Consequence of Sound | B+                |
| Slant                | [ 6 ]             |
| The Daily Telegraph  | [ 3 ]             |
| Evening Standard     | [ 10 ]            |
| The Guardian         | [ 11 ]            |
| The Independent      | [ 4 ]             |
| The Irish Times      | [ 5 ]             |
| NME                  | [ 12 ]            |
| Pitchfork            | 7.4/10            |
| Rolling Stone        | [ 14 ]            |

Positions (рус. Позиции) — шестой студийный альбом американской певицы Арианы Гранде, вышедший 30 октября 2020 года на лейбле Republic Records.
Альбом дебютировал на первом месте в хит-парадах США, Великобритании, Ирландии, Канады, Новой Зеландии, Норвегии. Все 14 треков вошли в американский хит-парад Billboard Hot 100, два из которых в десятку лучших top-10, включая лид-сингл «Positions», который стал пятым чарттоппером Гранде.

## Предыстория
19 апреля 2020 года впервые стало известно, что Гранде работает над новой музыкой. Однако во время интервью в мае 2020 года она заявила, что не будет выпускать альбом во время карантина. 14 октября 2020 года Гранде объявила в социальных сетях, что её грядущий шестой студийный альбом выйдет в том же месяце. Три дня спустя она опубликовала замедленное видео, в котором певица печатает слово «positions» на клавиатуре. В тот же день официальный сайт Гранде запустил два обратных отсчета до 23 октября 2020 и 30 октября 2020 года. 23 октября 2020 года она подтвердила в своем аккаунте в Твиттере, что альбом выйдет 30 октября и разместила обложку.

## Отзывы
Альбом получил положительные и умеренные отзывы музыкальной критики и интернет-изданий:
Луиза Брутон из The Irish Times (определила Positions как «большую оргию захватывающих дух R&B-песен»), Мэри Сироки из Consequence of Sound, описала альбом как смелый, «эффектный», «дико театральный», наполненный романтикой и флиртом, создавая смесь Dangerous Woman (2016) Sweetener (2018) и Thank U, Next (2019). Сироки считает появление гостей самым слабым местом в трек-листе, Брентон Бланше из Clash (назвал альбом освежающим, высоко оценив его «красиво многослойные» оркестровые партии и сладкие гармонии, но заявил, что Гранде остается в том удобном жанре, «с которым она слишком хорошо знакома»), Ханна Милреа из NME (подтвердила, что Positions — это «потрясающе хорошее развлечение», однако заметила, что размытые мелодии приводят к «набору нечётких песен» с раздутыми струнными аранжировками и дефицитом «искры торговой марки» Гранде, Крис ДеВиль из Stereogum (похвалил «безупречный» вокал Гранде и «мощные» мелодии, но преуменьшил значение скучноватого продакшна; он также назвал Positions солидным альбомом Гранде, но посчитал его поспешным и некоторым «разочарованием» по сравнению с Sweetener (2018) и Thank, U, Next (2019), Кейт Соломон из The Telegraph (описала альбом как «знойные секс-джемы и тонко завуалированные эвфемизмы» с лирикой с рейтингом X, смягченной диснеевскими строками, но, несмотря на новый образ Гранде, Positions «не совсем попал в точку»), Адам Уайт из The Independent (подчеркнул «эффектный» вокал Гранде и динамику альбома, но почувствовал, что певица придерживается своей зоны комфорта; Уайт отметил, что Positions имеет «оттенок синдрома Spotify» с короткими песнями для облегчения составления плейлистов), Дэвид Смит из Evening Standard (похвалил «огромной красоты» голос Гранде, но заметил, что она в этот раз «не так сильно зажигает, как своими последними двумя альбомами»), Алекса Кэмп из Slant (считая альбом продуктом пандемической усталости, написала, что треки опираются на «тот же среднетемповый трэп-поп», что и на предыдущих двух альбомах Гранде, и раскритиковал лиризм за его «пустые» интимные разговоры и повторяющиеся хуки).

### Итоговые годовые списки
Несколько изданий указали Positions в своих рейтингах лучших альбомов 2020 года. Кроме того, некоторые из его треков также были названы среди лучших песен 2020 года: «Positions», «34+35», «POV», «Just like Magic», «Nasty», «My Hair», «Motive», «Love Language», «Six Thirty» и «Off the Table»
.
| Публикация            | Список                                      | Rank | ссылка |
| --------------------- | ------------------------------------------- | ---- | ------ |
| 34th Street Magazine  | Street’s Favorite Albums of 2020            | н/д  | [ 38 ] |
| The Argonaut          | Top Ten Albums of 2020                      | 5    | [ 39 ] |
| Billboard             | Top 50 Best Albums of 2020                  | 11   | [ 40 ] |
| Billboard             | The 25 Best Pop Albums of 2020              | н/д  | [ 41 ] |
| Clash                 | Clash Albums Of The Year 2020               | 49   | [ 42 ] |
| Complex               | The Best Albums of 2020                     | 36   | [ 43 ] |
| Complex               | Deborah Cardoso’s Favourite Albums of 2020  | 4    | [ 37 ] |
| Complex               | Edwin Ortiz’s Favourite Albums of 2020      | 10   | [ 37 ] |
| Complex               | Katherine Shelby’s Favourite Albums of 2020 | 7    | [ 37 ] |
| Glamour               | The 30 Best Albums of 2020                  | н/д  | [ 44 ] |
| The Guardian          | The 50 Best Albums of 2020                  | 40   | [ 45 ] |
| The Guardian          | Alim Kheraj’s Albums of 2020                | н/д  | [ 36 ] |
| The Guardian          | Eve Barlow’s Albums of 2020                 | н/д  | [ 36 ] |
| The Guardian          | Michael Cragg’s Albums of 2020              | н/д  | [ 36 ] |
| British GQ            | Best Albums of 2020                         | 7    | [ 46 ] |
| Insider               | The 20 Best Albums of 2020                  | 10   | [ 47 ] |
| KIIS-FM               | Tanya Rad’s Favorite Albums of 2020         | н/д  | [ 48 ] |
| The Los Angeles Times | The 10 Best Albums of 2020                  | 6    | [ 49 ] |
| New Statesman         | Albums of the Year                          | н/д  | [ 50 ] |
| The New York Times    | Best Albums of 2020 (Jon Caramanica's list) | н/д  | [ 51 ] |
| The Observer          | Scene’s Best Albums of 2020                 | 16   | [ 52 ] |
| PopBuzz               | The 20 Best Albums of 2020                  | 20   | [ 53 ] |
| PopMatters            | The 20 Best R&B/Soul Albums of 2020         | 8    | [ 54 ] |
| PopSugar              | The 50 Best Albums of 2020                  | 25   | [ 55 ] |
| Rolling Stone         | The 50 Best Albums of 2020                  | 22   | [ 56 ] |
| Uproxx                | The Best Albums Of 2020                     | 20   | [ 57 ] |
| Uproxx                | The Best Pop Albums of 2020                 | 4    | [ 58 ] |
| USA Today             | The 10 Best Albums of 2020                  | 4    | [ 59 ] |
| Vogue                 | The 20 Best Albums of 2020                  | 6    | [ 60 ] |
| What Hi-Fi?           | 20 of the Best Albums of 2020               | н/д  | [ 61 ] |
| Yahoo Entertainment   | Jen Kucsak’s Top 10 Albums of 2020          | 10   | [ 62 ] |
| Young Hollywood       | The Best Albums of 2020                     | 4    | [ 63 ] |

## Коммерческий успех
Positions дебютировал на первом месте американского хит-парада Billboard 200 с тиражом 174 тыс. эквивалентных единиц (включая 42 тыс.чистых продаж альбома), став пятым чарттоппером певицы, пробыв на вершине две недели. Это её третий номер один менее чем за два года и три месяца — на тот момент это было самое быстрое накопление трёх студийных альбомов номер один, когда-либо сделанных певицей-женщиной, за всю историю чарта с 1956 года. Но, если учитывать и саундтреки, концертные и альбомы-сборники, то Гранде третья по этому показателю после Донны Саммер и Майли Сайрус. Сайрус сделала три чарттоппера за 1 год и почти 10 месяцев с 14 июля 2007 года до 2 мая 2009 года: саундтрек Hannah Montana 2/Meet Miley Cyrus (2007), Breakout (2008) и саундтрек Hannah Montana: The Movie (2009). Если отложить в сторону саундтреки, созданные артистами, то последней женщиной, которая получила номер один быстрее, чем Гранде, была Донна Саммер, которая набрала три чарттоппера всего за один год и два месяца — более 40 лет назад. Первым хитом Саммер стал альбом Live and More (11 ноября 1978), за ним последовали Bad Girls (16 июня 1979) и On the Radio: Greatest Hits Volumes I & II (5 января 1980). Однако, три номера один Саммер это не все студийники, так как они были концертным альбомом (с парой новых студийных записей в качестве бонусных треков), студийным проектом и сборником лучших хитов соответственно. Впрочем спустя полгода достижение Гранде превысила Тейлор Свифт, которая это сделала за один год и три с половиной месяца (Lover — 23 августа 2019, folklore — 24 июля 2020, evermore — 11 декабря 2020). Positions также стал четвёртым за год альбомом певицы-женщины, достигшим первого места, после Rare (Селена Гомес), Chromatica (Lady Gaga) и folklore (Тейлор Свифт), затем к этому списку добавился evermore (Свифт).

## Список композиций
По данным Twitter и Billboard.
| №   | Название                                 | Автор(ы) | Продюсер(ы)                                            | Длительность |
| --- | ---------------------------------------- | --- | ------------------------------------------------------ | ------------ |
| 1.  | «Shut Up»                                | Ариана Гранде Тейлор Паркс Томми Браун Peter Lee Johnson Steven Franks Travis Sayles                         | Томми Браун Peter Lee Johnson Mr. Franks Travis Sayles | 2:37         |
| 2.  | «34+35»                                  | Гранде Виктория Моне Tayla Parx Scott Nicholson Albert Stanaj Браун Johnson Franks Courageous Xavier Herrera | Браун Johnson Mr. Franks Xavi                          | 2:53         |
| 3.  | «Motive» (с Doja Cat)                    | Гранде Amala Dlamini Nija Charles Моне James McIntyre Shane Lindstrom Браун Franks                           | Murda Beatz Браун Mr. Franks Joseph L'Étranger         | 2:47         |
| 4.  | «Just Like Magic»                        | Гранде Priscilla Hamilton Robert Taylor Браун Franks                                                         | Shea Taylor Браун Mr. Franks                           | 2:29         |
| 5.  | «Off the Table» (с the Weeknd)           | Гранде Abel Tesfaye Shintaro Yasuda Браун Franks Travis Sayles                                               | Shintaro Браун Mr. Franks Travis Sayles                | 3:59         |
| 6.  | «Six Thirty»                             | Гранде Hamilton Браун Franks Nami Taylor                                                                     | Браун Mr. Franks Nami Taylor                           | 3:04         |
| 7.  | «Safety Net» (при участии Ty Dolla Sign) | Гранде Tyrone Griffin, Jr. Khristopher Riddick-Tynes Leon Thomas III Браун Silas Doss                        | The Rascals Браун Keys Open Doors                      | 3:28         |
| 8.  | «My Hair»                                | Гранде Моне Паркс Скотт Сторч Браун Anthony M. Jones Charles Anderson                                        | Скотт Сторч Браун Anthony M. Jones Charles Anderson    | 2:38         |
| 9.  | «Nasty»                                  | Гранде Моне Riddick-Tynes Thomas Браун Nami Sayles                                                           | The Rascals Браун Nami Sayles                          | 3:20         |
| 10. | «West Side»                              | Гранде Моне Браун Herrera Ammar Junedi                                                                       | Браун Xavi Ammar Junedi                                | 2:12         |
| 11. | «Love Language»                          | Гранде Моне Паркс Kam Parker Браун Tommy Parker Sayles                                                       | Браун Tommy Parker Sayles                              | 2:59         |
| 12. | «Positions»                              | Гранде Charles Angelina Barrett Brian Vincent Bates James Jarvis London Holmes Браун Franks                  | London on da Track Браун Mr. Franks                    | 2:52         |
| 13. | «Obvious»                                | Гранде Charles Ryan Tedder Johnson Браун Franks Sayles Josh Conerly                                          | Браун Mr. Franks Sayles Josh Conerly                   | 2:28         |
| 14. | «POV»                                    | Гранде Паркс Браун Franks Oliver Frid                                                                        | Браун Mr. Franks Oliver «Junior» Frid                  | 3:21         |

| №   | Название                                                   | Текст песни                         | Музыка                                                          | {{{extra_column}}}                                         | Длительность |
| --- | ---------------------------------------------------------- | ----------------------------------- | --------------------------------------------------------------- | ---------------------------------------------------------- | ------------ |
| 15. | «Someone like U» (interlude)                               | Grande                              | Grande Brown Sayles Marqueze Parker Sam Wishkoski Andrew Wansel | Brown Pop Wansel Sam Wish Marqueze Parker [a] Sayles [a]   | 1:16         |
| 16. | «Test Drive»                                               | Grande Monét Parx                   | Brown Franks Parx Monét Lindstrom Zachary Foster                | Brown Franks Murda Beatz Zachary Foster                    | 2:02         |
| 17. | «34+35 Remix» (featuring Doja Cat and Megan Thee Stallion) | Grande Dlamini Megan Pete Nicholson | Grande Brown Franks Johnson Herrera                             | Brown Franks [a] Xavi [a] Johnson                          | 3:03         |
| 18. | «Worst Behavior»                                           | Grande Parx                         | Grande Brown Franks T. Parker                                   | Brown Franks T. Parker                                     | 2:04         |
| 19. | «Main Thing»                                               | Grande                              | Grande Brown Franks Sayles Herrera Conerly Yonatan Watts        | Brown Franks Xavi Sayles [a] Conerly [a] Yonatan Watts [a] | 2:09         |

## Участники записи
По данным сервиса Tidal.

#### Музыканты
- Ариана Гранде — вокал, бэк-вокал
- Doja Cat — гостевой исполнитель (трек 3)
- The Weeknd — гостевой исполнитель (трек 5)
- Ty Dolla Sign — гостевой исполнитель (трек 7)
- Питер Ли Джонсон — струнные (треки 1-2, 6, 8, 14)
- Мэдисон Калле — арфа (трек 1)
- Паула Хоххальтер — виолончель (треки 5-6, 11)
- Росс Гэдсворт — виолончель (треки 5-6, 11, 14)
- Джерри Хилера — концертмейстер (треки 5-6, 11, 14)
- Дэвид Вальтер — альт (треки 5-6, 11, 14)
- Родни Виртц — альт (треки 5-6, 11, 14)
- Ана Ландауэр — скрипка (треки 5-6, 11, 14)
- Ашока Тиарагараджан — скрипка (треки 5-6, 11, 14)
- Эллен Юнг — скрипка (треки 5-6, 11, 14)
- Джерри Хилера — скрипка (треки 5-6, 11, 14)
- Лоранд Локушта — скрипка (треки 5-6, 11, 14)
- Марио Де Леон — скрипка (треки 5-6, 11, 14)
- Мишель Ричардс — скрипка (треки 5-6, 11, 14)
- Нейл Семплс — скрипка (треки 5-6, 11, 14)
- Филип Леви — скрипка (треки 5-6, 11, 14)
- Даммо Фармер — бас (трек 8)
- Таррон Крейтон — бас (трек 11)
- Джеймс Джарвис — гитара (трек 12)

#### Продюсирование
- Томми Браун — продюсирование
- Mr. Franks — продюсирование (треки 1-2, 4, 6, 12-14), сопродюсер (треки 3, 5)
- Питер Ли Джонсон — продюсирование (треки 1-2)
- Трэвис Сэйлз — продюсирование (треки 1, 9, 11, 13), сопродюсер (трек 5)
- Xavi — продюсирование (трек 10), сопродюсер (трек 2)
- Murda Beatz — продюсирование (трек 3)
- Shae Taylor — продюсирование (трек 4), сопродюсер (трек 6)
- Shintaro — продюсирование (трек 5)
- Nami — продюсирование (трек 9), сопродюсер (трек 6)
- Keys Open Doors — продюсирование (трек 7)
- The Rascals — продюсирование (треки 7, 9)
- Скотт Сторч — продюсирование (трек 8)
- Томми Паркер — продюсирование (трек 11)
- London On Da Track[англ.] — продюсирование (трек 12)
- Джош Конерли — продюсирование (трек 13)
- Oliver «Junior» Frid — продюсирование (трек 14)
- Ариана Гранде — вокальное продюсирование, аранжировка вокала
- Джозеф Л’Этранджер — сопродюсер (трек 3)
- Энтони М. Джонс — сопродюсер (трек 8)
- Чарльз Андерсон — сопродюсер (трек 8)
- Аммар Джунеди — сопродюсер (трек 10)

#### Техники
- Ариана Гранде — звукоинженер (треки 1-8, 10-14)
- Билли Хики — звукоинженер (треки 1-8, 10-14)
- Брендан Моравски — звукоинженер (трек 8)
- Сэм Риччи — звукоинженер (трек 9)
- Сербан Генеа — микширование
- Рэнди Меррилл — мастеринг
- Брэндон Вуд — помощник звукоинженера (треки 4, 6)
- Эндрю Келлер — помощник звукоинженера (трек 8)
- Шон Кляйн — помощник звукоинженера (трек 8)

## Чарты
| Чарт (2020)                         | Высшая позиция |
| ----------------------------------- | -------------- |
| Австралия (ARIA)                    | 2              |
| Австрия (Ö3 Austria)                | 5              |
| Бельгия/Фландрия (Ultratop)         | 3              |
| Бельгия/Валлония (Ultratop)         | 9              |
| Канада (Canadian Albums Chart)      | 1              |
| Чехия (ČNS IFPI)                    | 5              |
| Нидерланды (Album Top 100)          | 2              |
| Финляндия (Suomen virallinen lista) | 4              |
| Франция (SNEP)                      | 8              |
| Германия (Offizielle Top 100)       | 7              |
| Ирландия (Irish Albums Chart)       | 1              |
| Италия (FIMI)                       | 8              |
| Япония (Billboard Japan)            | 20             |
| Япония (Oricon)                     | 21             |
| Новая Зеландия (RMNZ)               | 1              |
| Норвегия (VG-lista)                 | 1              |
| Польша (ZPAV)                       | 2              |
| Португалия (AFP)                    | 3              |
| Шотландия (Scottish Albums Chart)   | 6              |
| Швеция (Sverigetopplistan)          | 3              |
| Швейцария (Schweizer Hitparade)     | 4              |
| Великобритания (UK Albums Chart)    | 1              |
| США (Billboard 200)                 | 1              |

## Сертификации
| Регион | Сертификация | Продажи   |
| --- | ------------ | --------- |
| Дания (IFPI Danmark) | Золотой      | 10 000    |
| Франция (SNEP) | Золотой      | 50 000    |
| Италия (FIMI) | Золотой      | 25 000    |
| Мексика (AMPROFON) | Платиновый   | 60 000    |
| Новая Зеландия (RMNZ) | Платиновый   | 15 000    |
| Норвегия (IFPI Norway) | Золотой      | 10 000*   |
| Польша (ZPAV) | Золотой      | 10 000    |
| Великобритания (BPI) | Золотой      | 100 000   |
| США (RIAA) | Платиновый   | 1 000 000 |
| * Данные о продажах приведены только на основе сертификации. · Данные о продажах + прослушиваниях приведены только на основе сертификации. |              |           |